# HTTP-Streaming
Als HTTP-Streaming bezeichnet man die Auslieferung von Streaming-Media-Dateien über einen konventionellen Webserver und das Hypertext Transfer Protocol. Der Webserver wird dabei als einfacher Dateiserver zur Auslieferung von kleinen Teilstücken der gesamten Datei, sogenannten Segmenten, genutzt. Dabei können auf dem Webserver die Dateien in unterschiedlichen Qualitätsstufen abgelegt werden. Das Endgerät kann je nach verfügbarer Bandbreite diese Stufen wechseln, so dass z. B. auch bei geringeren Bandbreiten in schlecht ausgebauten Mobilfunknetzen Streaming möglich ist.
Live Streaming über HTTP kann beispielsweise per MPEG-DASH realisiert werden, oder mit proprietären Standards wie HTTP Live Streaming (HLS) von Apple, HTTP Dynamic Streaming (HDS) von Adobe oder Smooth Streaming von Microsoft.
Beim Bildgebenden Live Streaming werden zuerst die Daten der Quelle, z. B. einer (Web-)Kamera, durch einen Encoder geschickt, der einen Stream z. B. im Codec H.264 erstellt. Dieses Video wird nun von einem "Media Segmenter" in Teilstücke gleicher Laufzeit zerlegt. Die entstandenen Segmente werden dann vom Webserver mit mindestens der Zeitverzögerung ausgeliefert, die benötigt wird, um sie zu encodieren, zu segmentieren und in einer oder mehreren Teildateien heraufzuladen.